# Xã McIlroy, Quận Franklin, Arkansas
Xã McIlroy (tiếng Anh: McIlroy Township) là một xã thuộc quận Franklin, tiểu bang Arkansas, Hoa Kỳ. Năm 2010, dân số của xã này là 51 người.